# Sallèles-d’Aude
Sallèles-d’Aude [salɛl dod] (okzitanisch Salèlas d'Aude) ist eine französische Gemeinde mit 3104 Einwohnern (1. Januar 2022) im Département Aude in der Region Okzitanien. Sie gehört zum Arrondissement Narbonne und zum Gemeindeverband Le Grand Narbonne.

## Geografie
Die Gemeinde Sallèles-d’Aude liegt etwa zehn Kilometer nordnordwestlich von Narbonne.
Zur Gemeinde zählt der Ortsteil Truilhas mit dem gleichnamigen Gewerbegebiet im Nordwesten. Eine Besonderheit stellt die an einem Übergang über den Canal du Midi gelegene Ortschaft Le Somail dar, deren nördlichster Zipfel zu Sallèles-d’Aude gehört. Das überwiegend flache Gelände der Gemeinde ist bis auf die Ufer der Gewässer waldlos. In den ausgedehnten Ebenen und auf den im Nordosten bis maximal 46 m über dem Meer ansteigenden Hügeln wird hauptsächlich Wein kultiviert.
Nachbargemeinden von Sallèles-d’Aude sind Ouveillan im Norden, Cuxac-d’Aude im Osten, Moussan im Süden, Saint-Marcel-sur-Aude und Ginestas im Westen sowie Mirepeisset und Argeliers im Nordwesten.

### Gewässer
Das Gemeindegebiet erstreckt sich entlang des Unterlaufes der Cesse, welche die südwestliche Gemeindegrenze darstellt, bis zu deren Einmündung in die Aude, die auch die südliche Gemeindegrenze bildet. Durch den Nordwesten der Gemeinde führt der Canal du Midi, von dem der Canal de Jonction abzweigt, der in südöstliche Richtung die Verbindung zur Aude herstellt. Der Canal de Jonction liegt vollständig auf dem Gebiet der Gemeinde Sallèles-d’Aude.

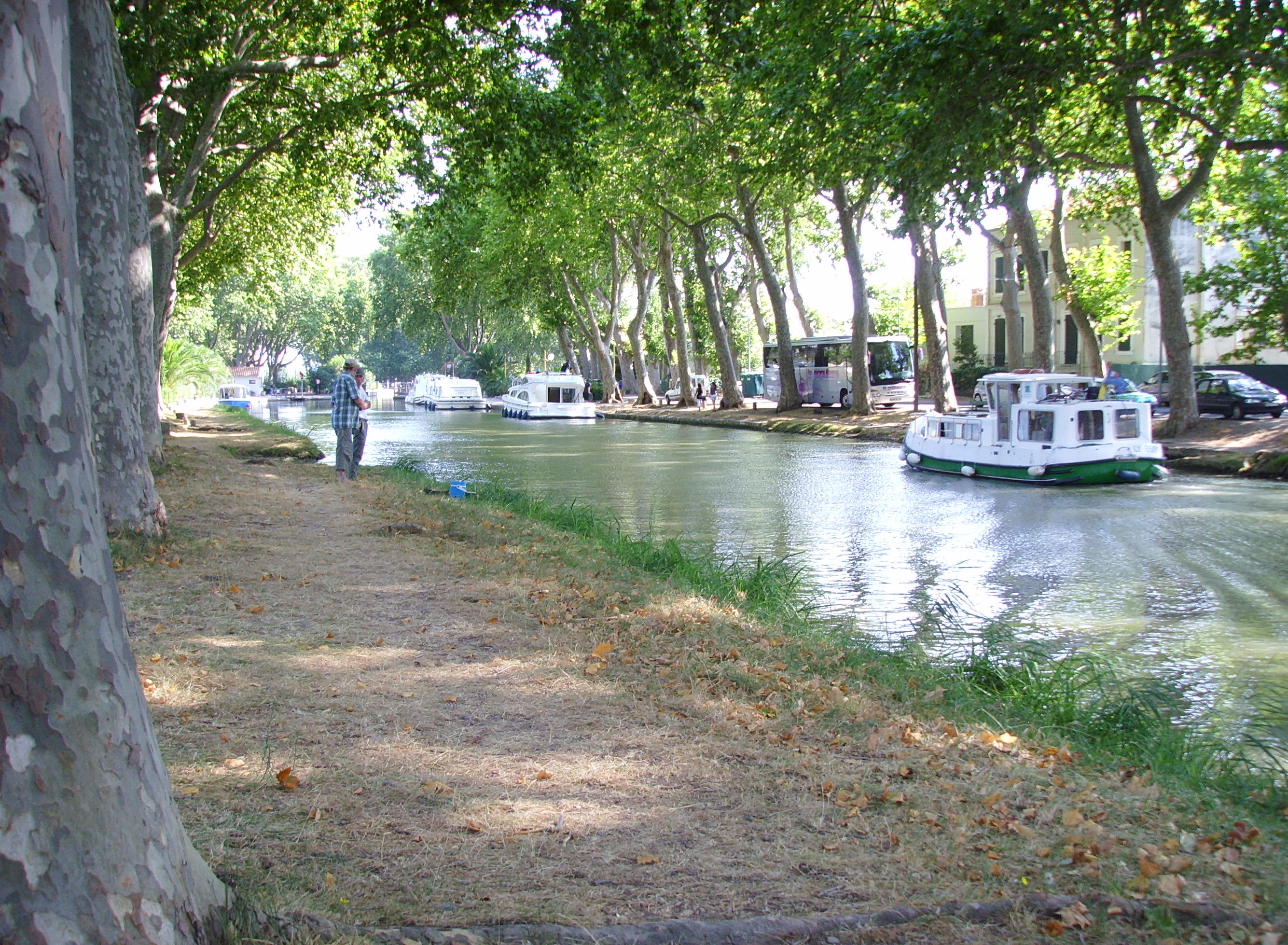
Canal de Jonction in Sallèles
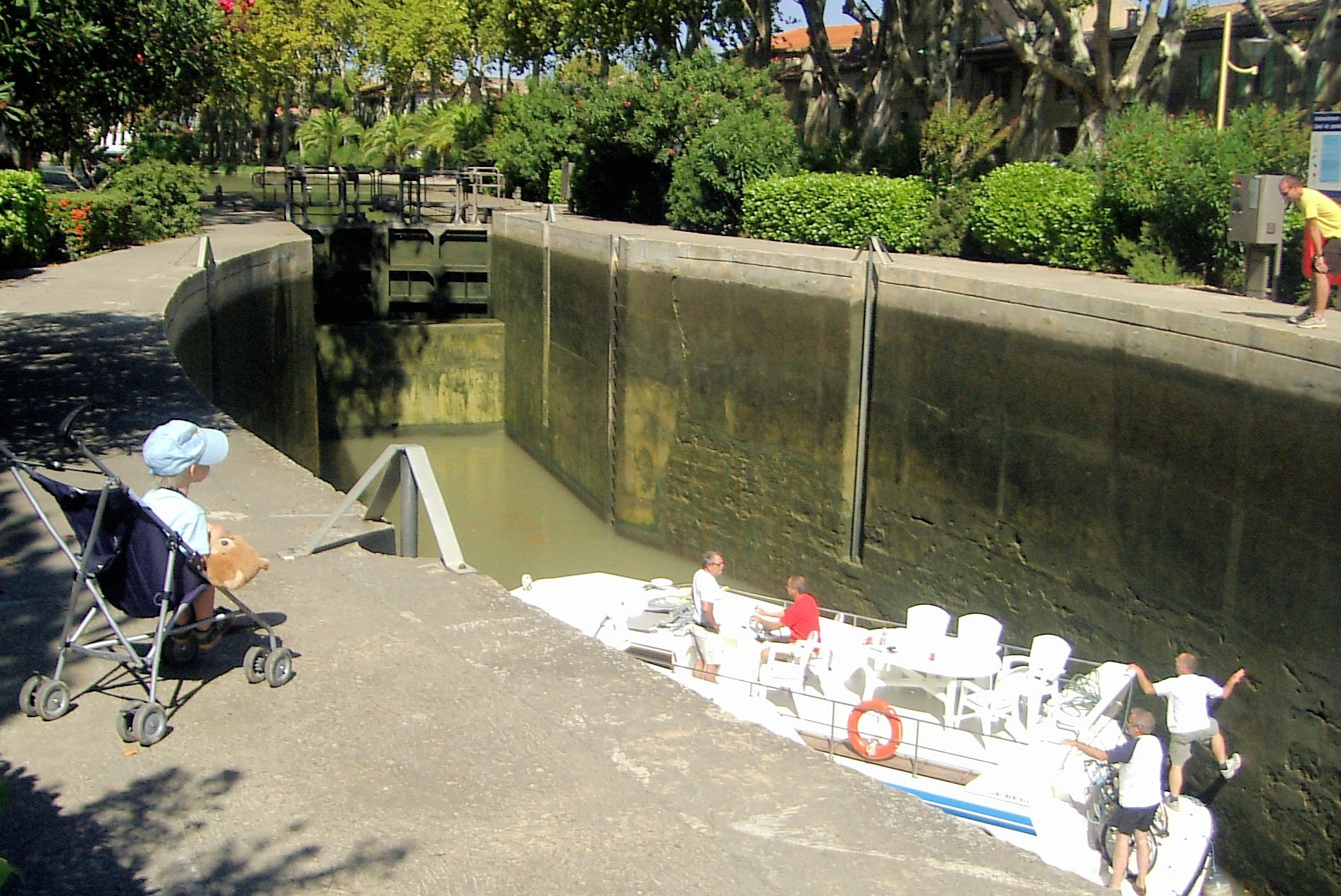
Kanalschleuse in Sallèles
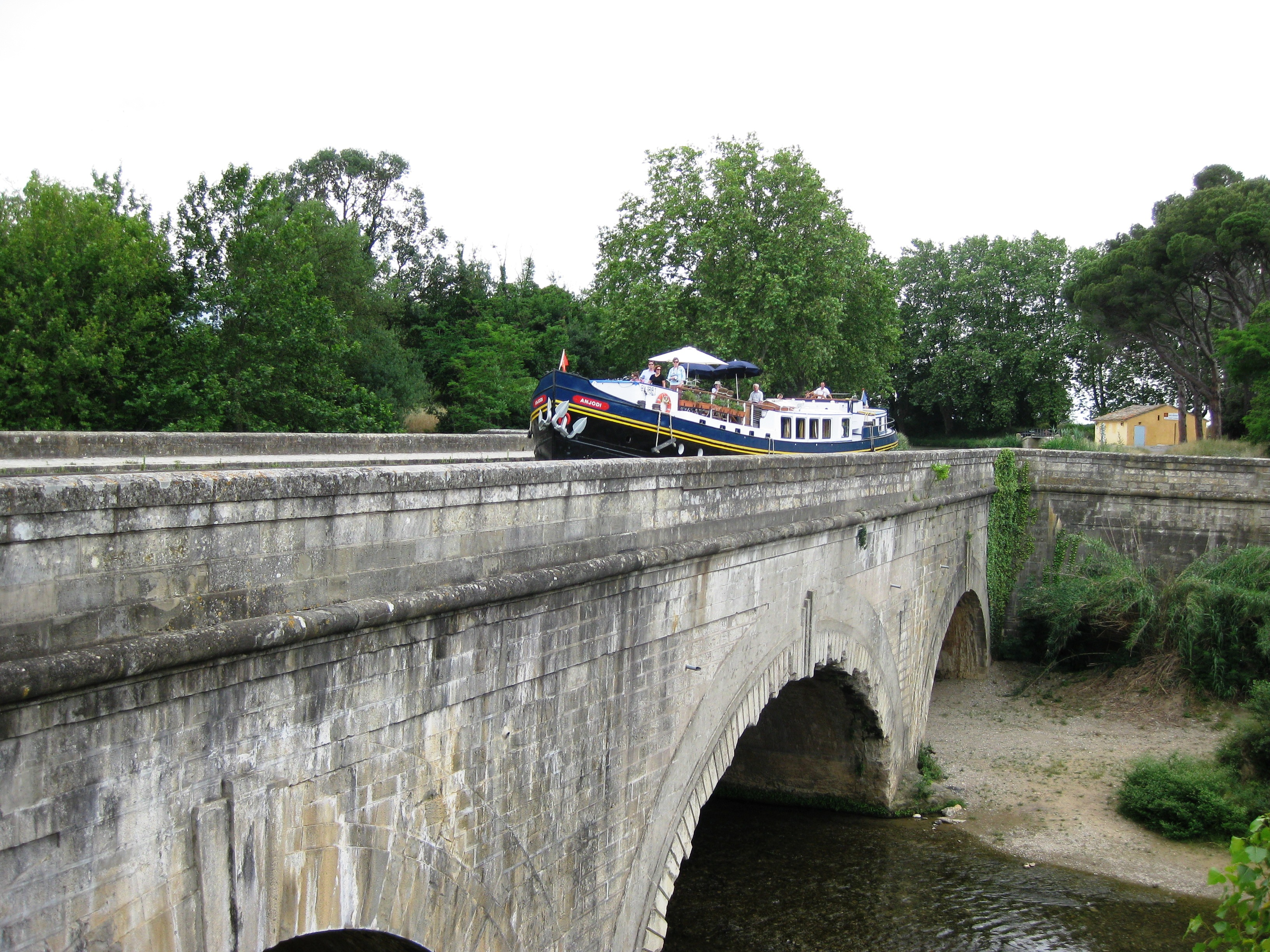
Kanalbrücke

## Geschichte
Im Jahr 924 taucht Sallèles erstmals in einer schriftlichen Quelle auf. Die Besiedlung der Umgebung reicht aber viel weiter zurück, wie der archäologische Fundort Amphoralis nördlich des Kernortes belegt. Die heute überdachte und 1992 als Museum eröffnete Stätte zeigt Töpferarbeiten aus gallorömischer Zeit, die auf den reichen Tonvorkommen der Umgebung basieren. Die Töpfertradition hielt sich sehr lange in Sallèles, dessen Lage nahe der Aude und den später eröffneten Wasserstraßen Canal du Midi, Canal de Jonction und Canal de la Robine gute Transport- und Handelsmöglichkeiten für die Tonprodukte (Amphoren, Ziegel, Fliesen, Tonrohre), aber auch für Wein boten. Den Höhepunkt der wirtschaftlichen Entwicklung erreichte Sallèles-d’Aude im 19. Jahrhundert, als im Ort zahlreiche Schiffer, Schleusenwärter, Handwerker für die Reparatur von Binnenschiffen, Fischer und Winzer ihrer Arbeit nachgingen.

### Bevölkerungsentwicklung
| Jahr      | 1962 | 1968 | 1975 | 1982 | 1990 | 1999 | 2006 | 2014 | 2022 |
| --------- | ---- | ---- | ---- | ---- | ---- | ---- | ---- | ---- | ---- |
| Einwohner | 1634 | 1801 | 1879 | 1842 | 1659 | 1835 | 2189 | 2828 | 3104 |

Im Jahr 1793 wurde mit 620 Bewohnern die bisher geringste Einwohnerzahl ermittelt. Die Zahlen basieren auf den Daten von cassini.ehess und INSEE.

## Sehenswürdigkeiten
- Canal du Midi mit der dreibogigen Kanalbrücke über die Cesse, als UNESCO-Weltkulturerbe und historisches Denkmal (Monument historique) klassifiziert[4]
- Schloss (Monument historique)[5]
- Rochuskirche (Église Saint-Roch)
- Gallorömisches Töpfermuseum Amphoralis, 1992 eröffnet[6]

## Wirtschaft und Infrastruktur
Neben vielen Dienstleistungsbetrieben spielen die Weingüter und die Anbieter touristischer Leistungen die Hauptrolle in Sallèles. Im Gewerbegebiet Truilhas haben sich unter anderem Unternehmen der Lebensmittelbranche (Mehl, Obst) und Unternehmen mit Spezialisierung auf Geotechnik und Hydrogeologie angesiedelt. In der Gemeinde sind außerdem 126 Landwirtschaftsbetriebe ansässig (104 Winzer sowie Anbau von Getreide, Ölsaaten, Gemüse und Obst, Viehzucht).
Sallèles-d’Aude ist Grundschulstandort.
Über die Nachbargemeinden Cuxac-d’Aude und Saint-Marcel-sur-Aude besteht Anschluss an den Verkehrsknotenpunkt Narbonne (Autobahnen A 9 und A 61). Der Personenverkehr auf der 1887 eröffneten Bahnstrecke Narbonne-Sallèles-Bize wurde bereits 1939 eingestellt.

## Persönlichkeiten
- René Iché (1897–1954), französischer Bildhauer und Grafiker, in Sallèles-d’Aude geboren

## Belege
1. ↑  Une histoire riche de 2500 ans. Archiviert vom Original (nicht mehr online verfügbar) am 6. Januar 2011; abgerufen am 29. Mai 2011 (französisch).  Info: Der Archivlink wurde automatisch eingesetzt und noch nicht geprüft. Bitte prüfe Original- und Archivlink gemäß Anleitung und entferne dann diesen Hinweis.
2. ↑  Sallèles-d’Aude auf cassini.ehess
3. ↑  Sallèles-d’Aude auf INSEE
4. ↑  Eintrag in der Base Mérimée, einer Datenbank des französischen Kulturministeriums. Abgerufen am 29. Mai 2011 (französisch).
5. ↑  Eintrag in der Base Mérimée, einer Datenbank des französischen Kulturministeriums. Abgerufen am 29. Mai 2011 (französisch).
6. ↑  Le site Amphoralis. Abgerufen am 29. Mai 2011 (französisch).
7. ↑  La zone industrielle et artisanale de Truilhas. Archiviert vom Original (nicht mehr online verfügbar) am 26. Dezember 2010; abgerufen am 29. Mai 2011 (französisch).  Info: Der Archivlink wurde automatisch eingesetzt und noch nicht geprüft. Bitte prüfe Original- und Archivlink gemäß Anleitung und entferne dann diesen Hinweis.
8. ↑  Landwirtschaftsbetriebe auf annuaire-mairie.fr (französisch)